# Lior Suchard
Lior Suchard (né le 6 décembre 1981 à Haïfa) est un mentaliste israélien.

## Biographie
En 2006, il remporte l'émission The Successor qui visait à trouver un « nouvel Uri Geller ».
Il est apparu dans de nombreux talk shows américain comme The Tonight Show with Jay Leno ou The Late Late Show with James Corden. Il a participé comme animateur au concours Eurovision de la chanson 2019.